# Manuel Martín Reverter
Manuel Martín Reverter (1918, Villarreal-2012, ibídem) fue un músico español.
Fue iniciado en la música por su hermano José Pascual, conocido localmente como el Sinyó Pepe, el Pregoner. Estudió solfeo con el maestro José Goterris Sanmiguel e ingresó en la Banda de Música de su ciudad natal el 17 de mayo de 1931. Fue músico militar durante la Guerra Civil Española en la Banda de Música de la 222.ª Brigada Mixta de Carabineros en la que tocaba el bombardino. En 1941 fue cofundador y fliscorno solista de la Banda de Música del Regimiento n.º 24 de San Sebastián, del que fue más tarde director. Estudió la carrera de trompeta en el Conservatorio Superior de Música de Valencia.
Fundó la Sociedad Filarmónica Villarrealense. También fue cofundador, guitarrista y presidente de la Asociación Musical Rondalla Ta-Go-Ba Levantina de Villarreal. Cofundador y miembro de la Coral Polifónica Francisco Tárrega de Villarreal. Fue fundador y presidente de la Asociación Centro de Estudios y Actividades Musicales de Villarreal. Fundador, profesor, y director del Conservatorio Maestro Goterris de Villarreal. Fundador de la primera Orquesta Clásica de Cuerda de Villarreal. Coordinador de los Cursos Nacionales de Música Mare Nostrum I y II, realizados en su ciudad natal. Su colaboración fue decisiva para la puesta en marcha del Conservatorio de Música de Castellón. Cofundador y presidente de la Asociación Musical Filarmónica de Villarreal.
En 1988 intervino para que se editara la edición de la Obertura Europa 1915, de José Goterris Sanmiguel, cuya transcripción hizo Bernardo Adam Ferrero. Recopilador de canciones populares locales, que publicó en el denominado Cancionero de Villarreal, cançons populars valencianes. Colaborador en el Cancionero de Segorbe, de Salvador Seguí Pérez. De memoria, escribió la desaparecida partitura del pasodoble Lloréns, del maestro José Goterris, dedicado al ciclista Juan Bautista Llorens. Autor de numerosas obras, la mayoría de las cuales están recogidas en las dos ediciones de la obra Cançons d'amics.
Fue maquinista de cenia, regador, técnico en reparación de radio y televisión. Obtuvo el título de Piloto Aviador perteneciente a la Federación Aeronáutica Internacional. 